# HMS Conqueror (S48)
HMS Conqueror (S48) var en brittisk atomubåt av Churchill-klass. Ubåten sänkte den argentinska kryssaren General Belgrano under Falklandskriget. Conqueror är därmed den enda atomdrivna ubåt som någonsin har sänkt ett annat fartyg i strid.